# El Harrach Gare (metropolitana di Algeri)
El Harrach Gare è una stazione della linea 1 della metropolitana di Algeri, situata nel comune di Bourouba.
La stazione di El Harrach Gare si trova a ovest della stazione ferroviaria di El Harrach.

## Storia

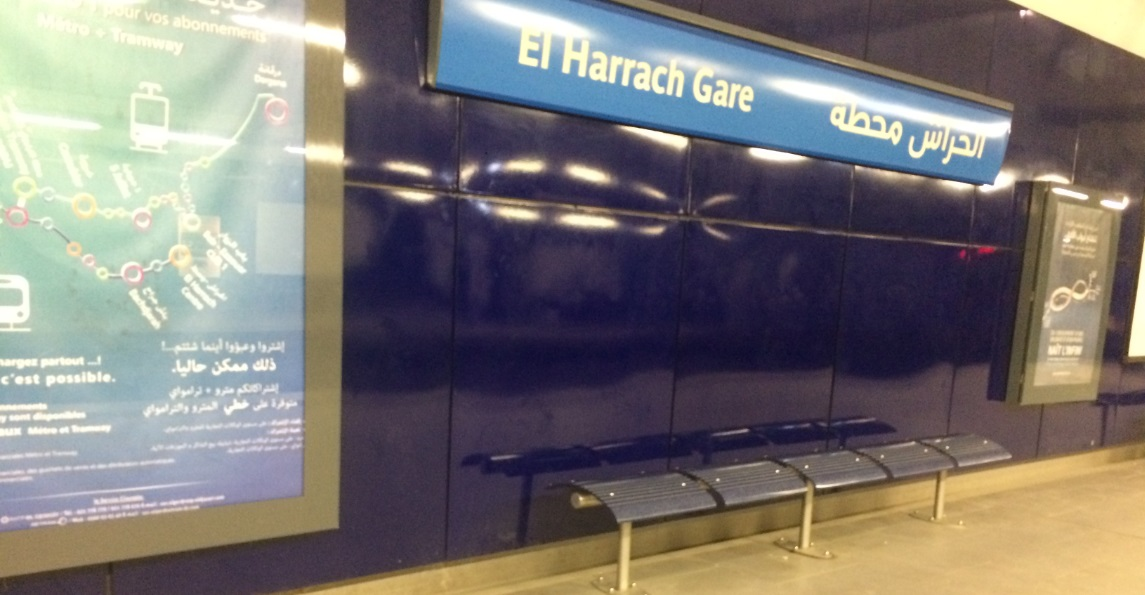
Una banchina della stazione (2018).

La stazione fa parte dell'estensione B della linea 1 della metropolitana di Algeri, inaugurata il 4 luglio 2015.

## Strutture e impianti
È una stazione sotterranea a 4 binari, due per ogni senso di marcia, serviti da due banchine laterali per ciascun lato.

## Servizi
La stazione dispone di un'ampia uscita principale sul viale chemin de Bachdjerrah e di una seconda uscita presso la stazione ferroviaria, a meno di 40 metri dai binari. È dotata di un ascensore per le persone a mobilità ridotta.

## Interscambi
- Bus ETUSA, linea 1.[3]
- Treni della SNTF del servizio ferroviario della periferia di Algeri e di altre linee alla stazione di El Harrach.